# Streblocera piliscapa
Streblocera piliscapa är en stekelart som beskrevs av De Saeger 1946. Streblocera piliscapa ingår i släktet Streblocera och familjen bracksteklar. Inga underarter finns listade i Catalogue of Life.